# Punk Floid
Punk Floid je česká punk rocková hudební skupina, která vznikla v roce 1999 v Zábřehu na Moravě.
Zpěvák Floutek zpíval v roce 1998 v kapele Kontrast. Kapela zanikla a Floutek přešel do Punk Floid. V roce 1999 vyšlo demo …a tak my si tady žijem. Druhé demo se jmenovalo Blbouni z východu a vyšlo v roce 2001. První oficiální CD nahráli o čtyři roky později a pod názvem Pop is Dead vyšlo u českého nezávislého vydavatelství Cecek Records. U stejného nakladatelství vyšlo i následující album Tvůj boj z roku 2007.
V roce 2010 kapela oslavila desáté výročí společným tour se skupinou Houba, ke kterému PHR vydal split CD obou skupin.
5. října 2010 vyšlo CD Underground (PHR).
Od listopadu 2012 měla kapela koncertní pauzu a na svých webových stránkách uvedla, že se momentálně „nalézá v kómatu“ a že „o budoucnosti kapely rozhodne čas“.
V roce 2015 kapela vydala své nové album, které bylo bohužel pro svůj malý počet písní a celkově malou prodejnost prodáváno pouze na koncertech, kde kapela hrála.[zdroj?]

## Přezdívky současných členů
- Bobby Floutek – zpěv
- Vašek „Vasak“ – kytara, zpěv
- Pavel „BowBell“ Doležel – basová kytara
- Mr. Andrew – bicí

## Diskografie
- …A tak my si tady žijem (1999)
- Blbouni z východu (2001)
- Pop is Dead(2005)
- Tvůj boj (2007)
- Houba/Punk Floid Split CD (2010)
- Underground (2010)
- + Kompilace
- Punk Floid (2015)